# Rostbukig svala
Rostbukig svala (Hirundo nigrorufa) är en fågel i familjen svalor inom ordningen tättingar.

## Utseende
Rostbukig svala är en liten och praktfull svala, med blåsvart på ovansida, övergump och ansikte, medan den på strupen och undersidan är enfärgat varmt roströd. I flykten syns att även undre vingtäckarna är rostfärgade. Liknande rostgumpsvalan har rostfärgad övergump och är inte lika mättat roströd under. Andra liknande svalor är större med längre stjärt, röd övergump och ljusare undre vingtäckare.

## Utbredning och systematik
Fågeln förekommer över savannen från Angola till södra Demokratiska republiken Kongo och norra Zambia. Den behandlas som monotypisk, det vill säga att den inte delas in i några underarter.

## Levnadssätt
Rostbukig svala är en fåtalig fågel i gräsmarker och savann, ofta i närheten av träskmarker, floder och delvis översvämmade områden. Den uppträder enstaka eller i par.

## Status
Arten har ett stort utbredningsområde och beståndet anses vara stabilt. Internationella naturvårdsunionen IUCN listar den därför som livskraftig (LC).